# Óhíd
Óhíd is een plaats (község) en gemeente in het Hongaarse comitaat Zala. Óhíd telt 651 inwoners (2001).